# Letnie Mistrzostwa Norwegii w Skokach Narciarskich 2019
Letnie Mistrzostwa Norwegii w Skokach Narciarskich 2019 – zawody o mistrzostwo Norwegii w skokach narciarskich, rozegrane na igelicie 26 października 2019 na skoczni normalnej Midtstubakken w Oslo.
Tego dnia rozegrano konkursy indywidualne kobiet i mężczyzn. Pierwotnie zawody miały trwać dwa dni, gdyż na 27 października planowany był konkurs drużynowy mężczyzn, jednakże ze względu na problem z utrzymaniem lodowych torów najazdowych w odpowiednim stanie, organizatorzy postanowili rozegrać go po konkursach indywidualnych w godzinach wieczornych.

## Skocznia
| Nazwa skoczni | Nazwa skoczni | Miejscowość | Punkt K | HS     | Rekord skoczni | Rekord skoczni     | Rekord skoczni  | Źródło |
| ------------- | ------------- | ----------- | ------- | ------ | -------------- | ------------------ | --------------- | ------ |
|               | Midtstubakken | Oslo        | K-95    | HS-106 | 111,5 m        | Jarl Magnus Riiber | 5 września 2015 | [ 2 ]  |

## Program mistrzostw
Źródło: 
| Dzień           | Konkurencja                         | Początek (CET) | Liczba uczestników |
| --------------- | ----------------------------------- | -------------- | ------------------ |
| 26 października | Oficjalny trening kobiet i mężczyzn | 09:30          | —                  |
| 26 października | Pierwsza seria konkursu mężczyzn    | 10:30          | 75                 |
| 26 października | Pierwsza seria konkursu kobiet      | 10:30          | 16                 |
| 26 października | Konkurs drużynowy                   | 15:00          | 67                 |

## Jury
Źródło:
| Sędzia                             | Stanowisko                         | Stanowisko                    | Stanowisko                    |
| Sędzia                             | Konkurs mężczyzn i kobiet          | Konkurs drużynowy             |                               |
| ---------------------------------- | ---------------------------------- | ----------------------------- | ----------------------------- |
| Rune Hyldmo (Oslo)                 | A                                  | –                             |                               |
| Jørn Thomas Hansen (Troms)         | B                                  | A                             |                               |
| Arne Rugland (Buskerud)            | C                                  | –                             |                               |
| Kjersti Haugen Espelid (Oslo)      | –                                  | C                             |                               |
| Harald Olav Blakseth (Akershus)    | D                                  | B                             |                               |
| Marit Gulbrandsen (Buskerud)       | –                                  | D                             |                               |
| Odd Jostein Hyttebakk (Akershus)   | E                                  | E                             |                               |
| Jury zawodów                       |                                    |                               |                               |
| Kierownik zawodów (z ramienia NSF) | Kierownik zawodów (z ramienia NSF) | Ståle Villumstad              | Ståle Villumstad              |
| Delegat techniczny                 | Delegat techniczny                 | Robert Selbekk-Hansen         | Robert Selbekk-Hansen         |
| Kierownik zawodów                  | Kierownik zawodów                  | Fritz Fredriksen              | Fritz Fredriksen              |
| Kontrola sprzętu                   | Kontrola sprzętu                   | Erlend Lein Bjørnar Pettersen | Erlend Lein Bjørnar Pettersen |

## Przed zawodami

### Tło
Rozegranie poprzedniego czempionatu kraju w tym samym miejscu nie było możliwe z powodu nieutrzymania w należytym stanie lodowego najazdu, który zaczął topnieć pod wpływem wysokiej jak na tamten okres temperatury. Po skokach 32 zawodników podjęto wówczas decyzję o odwołaniu konkursu. Wcześniej organizatorzy z tych samych względów postanowili nie rozgrywać zawodów drużynowych. Na mistrzostwach rozegranych w 2017 na Midtstubakken, w których udało się rozegrać jedynie konkursy indywidualne, zwycięzcami zostali Daniel-André Tande i Maren Lundby. Z kolei zawody drużynowe po raz ostatni zostały rozegrane w 2016, kiedy po tytuł sięgnęli reprezentanci okręgu Akershus, w składzie Tom Hilde, Fredrik Villumstad, Marius Lindvik i Halvor Egner Granerud.
Podczas Letniego Grand Prix 2019 punktowało dziesięciu Norwegów, wśród których na koniec cyklu pod koniec pierwszej dziesiątki sklasyfikowany został Marius Lindvik, a tuż za nim uplasował się Robert Johansson. Ci dwaj zawodnicy po razie zajęli miejsca na podium cyklu: Johansson był 2. w sierpniu w Courchevel, a Lindvik zajął tę samą pozycję w zamykających LGP zawodach w Klingenthal. W klasyfikacji Pucharu Narodów cyklu Norwegowie zajęli czwarte miejsce. Dwukrotnie zajęli najniższy stopnień podium w zawodach drużynowych: w Wiśle i Zakopanem. W Letnim Grand Prix kobiet najlepszą z Norweżek była Lundby, która w dwóch startach zgromadziła 125 punktów.

### Przygotowania Norwegów do mistrzostw
Na początku października kadra Alexandra Stöckla jako pierwsza drużyna w Europie w tamtym okresie przygotowawczym skakała na torach lodowych; miało to miejsce na obiekcie Granåsen w Trondheim. W tygodniu poprzedzającym mistrzostwa kraju norweska kadra przygotowywała się na Wielkiej Krokwi w Zakopanem. W zajęciach uczestniczył m.in. Daniel-André Tande (zaliczył trzy starty w sezonie letnim), który od początku roku borykał się z urazem lewego kolana, a także Lundby, nadrabiając zaległości treningowe po upadkach w Lillehammer i Trondheim. Na koniec kilkudniowego zgrupowania odbył się wewnętrzny sprawdzian, w którym najlepszy okazał się mistrz świata w lotach z 2018, a na dalszych pozycjach znaleźli się Lindvik i Johansson.

## Przebieg zawodów

### Oficjalne treningi
Zgodnie z programem zawodów przed seriami ocenianymi odbyły się oficjalne treningi. Wśród kobiet najlepszą odległością popisała się Maren Lundby, która z odległością 87,5 m jako jedyna z osiemnastu zgłoszonych (dwie nie zdecydowały się na skok) oddała próbę z 12. belki. Kolejne miejsca zajęły Silje Opseth i Anna Odine Strøm. Pozostałe ze startujących zostały dopuszczone do skoku z belek nr 17. i 20. Z kolei do startu w treningu mężczyzn zgłosiło się 76 zawodników, z których Daniel-André Tande jako jedyny w stawce przekroczył 100 m, natomiast kolejnym w zestawieniu Mariusowi Lindvikowi i Robertowi Johanssonowi do tej granicy zabrakło 1,5 m.

### Konkurs indywidualny mężczyzn
Pierwsza seria rozpoczęła się z 12. belki startowej, a skoki najlepszych zostały oddane z belek niższych o sześć i siedem pozycji. Najdłuższe skoki należały do Johanssona i Thomasa Aasena Markenga, którzy wylądowali odpowiednio na 103 i 104 metrze. Trzecie miejsce zajmował Robin Pedersen ze stratą niecałych 10 punktów do lidera. Na miejscach czwartym i piątym byli Tande oraz uprawiający kombinację norweską Jarl Magnus Riiber. Czołową dziesiątkę zamykali Halvor Egner Granerud, Johann André Forfang i Pål-Håkon Bjørtomt.
Druga seria zawodów została w całości przeprowadzona z szóstej belki. W stosunku do pierwszej tury skoków sytuacja na dwóch pierwszych miejscach nie uległa zmianie; mistrzem został Johansson, który skokiem na 100 m wyprzedził o 3,8 pkt. Markenga, który zaliczył najdłuższą odległość kolejki wynoszącą 101,5 m, natomiast na trzecie miejsce awansował Tande z odległością o 0,5 metra krótszą niż Markeng. Tuż za podium sklasyfikowany został Riiber; o jedno miejsce awansował Lindvik kosztem Pedersena, który spadł o dwie lokaty; Forfang oraz Granerud pozostali na tych samych pozycjach, a na dziesiątym miejscu uplasował się Anders Ladehaug, któremu do złotego medalu zabrakło blisko pięćdziesiąt punktów.
W konkurencji wzięło udział siedemdziesięciu siedmiu zawodników, dwóch z nich zdyskwalifikowano. W zawodach zabrakło Espena Røe i Andersa Fannemela, który przeszedł zabieg łąkotki i zerwanych więzadeł krzyżowych.

### Konkurs indywidualny kobiet
Konkurs rozpoczął się od 22. belki startowej, by zakończyć się na czternastej, z której swoją próbę zaliczyła ostatnia na liście startowej Lundby. Skokiem na setny metr zapewniła sobie zdecydowane prowadzenie po pierwszej kolejce, wyprzedzając drugą w klasyfikacji Opseth o 34,2 punktu. Trzecia była Strøm, której do drugiego miejsca brakowało punktu.
Po serii finałowej tytuł mistrzowski powędrował do Lundby, która jako jedyna wylądowała poza 90. metrem (dokładnie osiem metrów dalej od punktu K), wypracowując sobie prawie siedemdziesiąt punktów przewagi nad sklasyfikowaną na drugiej pozycji Opseth. Brązowy medal wywalczyła Strøm straciwszy do srebrnego medalu sześć punktów. Do konkursu zgłoszonych było osiemnaście zawodniczek (ostatecznie dwie z nich nie stawiły się na starcie).

### Konkurs drużynowy
Po pierwszej serii prowadził pierwszy skład Opplandu, który przed drugą serią wypracował sobie dwadzieścia punktów przewagi nad Akershusem I, natomiast trzeci na półmetku zmagań Buskerud I tracił do pierwszego miejsca 46 punktów. Druga seria nie przyniosła zmian w czołówce klasyfikacji: złoto trafiło do Opplandu, który reprezentowali kolejno: Andreas Granerud Buskum, Anders Ladehaug, Thomas Aasen Markeng oraz Robert Johansson. Srebrny medal zdobyła drużyna okręgu Akershus ze stratą do zwycięzców wynoszącą niespełna sześćdziesiąt punktów, a przyczynili się do tego Pål-Håkon Bjørtomt, Matias Braathen, Halvor Egner Granerud oraz Marius Lindvik. Trzecie miejsce zajęła drużyna regionu Buskerud (Anders Håre, Sølve Jokerud Strand, Joacim Ødegård Bjøreng, Daniel-André Tande). Indywidualnie najwyższą notę uzyskał Markeng, który popisał się również najdłuższą odległością konkursu wynoszącą 107,5 m. Łącznie odnotowano 15 skoków powyżej 100 metrów. Do rywalizacji przystąpiło siedemnaście drużyn reprezentujących dwanaście okręgów.

## Wyniki

### Mężczyźni – 26 października 2019 – HS106
Źródło: 
| Msc | BIB | Zawodnik                | Klub                  | Okręg          | I seria | II seria | Punkty |
| --- | --- | ----------------------- | --------------------- | -------------- | ------- | -------- | ------ |
| 1.  | 99  | Robert Johansson        | Søre Ål IL            | Oppland        | 103,0 m | 100,0 m  | 281,1  |
| 2.  | 91  | Thomas Aasen Markeng    | Lensbygda SK          | Oppland        | 104,0 m | 101,5 m  | 277,3  |
| 3.  | 94  | Daniel-André Tande      | Kongsberg IF          | Buskerud       | 97,0 m  | 101,0 m  | 268,6  |
| 4.  | 62  | Jarl Magnus Riiber      | IL Heming             | Oslo           | 99,0 m  | 99,0 m   | 262,8  |
| 5.  | 96  | Marius Lindvik          | Rælingen SK           | Akershus       | 99,0 m  | 96,0 m   | 262,1  |
| 5.  | 95  | Robin Pedersen          | IL Stalkameratene     | Nord-Trøndelag | 95,0 m  | 100,0 m  | 262,1  |
| 7.  | 86  | Anders Håre             | Vikersund IF          | Buskerud       | 96,0 m  | 100,0 m  | 256,3  |
| 8.  | 98  | Johann André Forfang    | Tromsø SK             | Troms          | 90,0 m  | 100,0 m  | 250,1  |
| 9.  | 97  | Halvor Egner Granerud   | Asker SK              | Akershus       | 92,5 m  | 96,5 m   | 248,6  |
| 10. | 69  | Anders Ladehaug         | Nordre Land IL        | Oppland        | 90,5 m  | 92,5 m   | 231,3  |
| 11. | 84  | Oscar P. Westerheim     | Bækkelagets SK        | Oslo           | 92,0 m  | 92,0 m   | 229,8  |
| 12. | 77  | Matias Braathen         | Øvrevoll Hosle IL     | Akershus       | 91,5 m  | 92,0 m   | 228,3  |
| 13. | 93  | Andreas Granerud Buskum | Lensbygda SK          | Oppland        | 88,5 m  | 91,5 m   | 224,1  |
| 14. | 71  | Pål-Håkon Bjørtomt      | Hurdal IL             | Akershus       | 92,5 m  | 88,5 m   | 221,8  |
| 15. | 83  | Christian Ingebrigtsen  | Byaasen SK            | Sør-Trøndelag  | 90,0 m  | 89,0 m   | 220,3  |
| 16. | 68  | Jonas Bratlien          | Bøverbru IL           | Oppland        | 89,5 m  | 87,0 m   | 214,8  |
| 17. | 60  | Jens Gaarder            | Raufoss Hopp          | Oppland        | 90,5 m  | 85,0 m   | 209,3  |
| 18. | 36  | Bjørnar Kvaal           | Byåsen IL             | Sør-Trøndelag  | 100,0 m | 83,5 m   | 208,0  |
| 19. | 48  | Bendik Jakobsen Heggli  | Byåsen IL             | Sør-Trøndelag  | 95,5 m  | 82,5 m   | 203,6  |
| 20. | 87  | Fredrik Bjerkeengen     | IL Kolbukameratene    | Oppland        | 88,0 m  | 84,0 m   | 203,3  |
| 21. | 47  | Simen Vikan             | Steinkjer Skiklubb    | Nord-Trøndelag | 95,0 m  | 82,5 m   | 201,1  |
| 22. | 63  | Jonas-Sloth Sandell     | Tromsø Skiklub        | Troms          | 89,0 m  | 81,0 m   | 200,8  |
| 23. | 80  | Eirik Leander Fystro    | Leira IL              | Oppland        | 86,5 m  | 84,0 m   | 200,3  |
| 24. | 78  | Christian Røste Solberg | IL Jardar             | Akershus       | 88,0 m  | 81,5 m   | 198,3  |
| 25. | 64  | Jesper Ødegaard         | Gausdal Skilag        | Oppland        | 87,5 m  | 80,5 m   | 195,8  |
| 26. | 61  | Jørgen Oliver Strøm     | Alta IF               | Finnmark       | 88,5 m  | 78,0 m   | 191,8  |
| 27. | 40  | Sebastian Østvold       | Lensbygda Sportsklubb | Oppland        | 99,0 m  | 77,0 m   | 191,5  |
| 28. | 89  | Sondre Ringen           | Bækkelagets SK        | Oslo           | 88,0 m  | 79,0 m   | 189,8  |
| 29. | 74  | Jostein Loe             | Raufoss Hopp          | Oppland        | 88,0 m  | 78,0 m   | 185,8  |
| 30. | 56  | Jonas Viken             | Steinkjer Skiklubb    | Nord-Trøndelag | 94,5 m  | 73,0 m   | 177,6  |
| ... |     |                         |                       |                |         |          |        |

### Kobiety – 26 października 2019 – HS106
Źródło: 
| Miejsce | BIB | Zawodniczka              | Klub               | Okręg    | I seria | II seria | Punkty |
| ------- | --- | ------------------------ | ------------------ | -------- | ------- | -------- | ------ |
| 1.      | 20  | Maren Lundby             | IL Kolbukameratene | Oppland  | 100,0 m | 98,0 m   | 297,8  |
| 2.      | 19  | Silje Opseth             | Holeværingen IL    | Buskerud | 91,5 m  | 89,0 m   | 229,4  |
| 3.      | 17  | Anna Odine Strøm         | Alta IF            | Finnmark | 91,0 m  | 87,0 m   | 223,4  |
| 4.      | 16  | Karoline Røstad          | Skogn IL           | Nordland | 82,5 m  | 77,0 m   | 183,4  |
| 5.      | 13  | Karoline Skatvedt        | Trøgstad IL        | Østfold  | 86,5 m  | 87,0 m   | 179,0  |
| 6.      | 15  | Thea Minyan Bjørseth     | Lensbygda SK       | Oppland  | 80,5 m  | 75,5 m   | 176,4  |
| 7.      | 18  | Ingebjørg Saglien Bråten | Etnedal SL         | Oppland  | 80,5 m  | 75,5 m   | 175,4  |
| 8.      | 11  | Pernille Kvernmo         | Steinkjer SK       | Nordland | 82,5 m  | 73,0 m   | 141,5  |
| 9.      | 12  | Heidi Dyhre Traaserud    | Heddal IL          | Telemark | 78,5 m  | 73,0 m   | 132,0  |
| 10.     | 4   | Hanna Midtsundstad       | Vaaler IF          | Hedmark  | 76,0 m  | 71,0 m   | 124,0  |
| . ..    |     |                          |                    |          |         |          |        |

### Drużynowy – 26 października 2019 – HS106
Źródło: 
| Miejsce | BIB  | Okręg      | Zawodnik                | Skok 1  | Skok 2  | Nota  | Punkty |
| ------- | ---- | ---------- | ----------------------- | ------- | ------- | ----- | ------ |
| 1.      | 17–1 | Oppland I  | Andreas Granerud Buskum | 99,0 m  | 100,0 m | 268,4 | 1092,7 |
| 1.      | 17–2 | Oppland I  | Anders Ladehaug         | 95,0 m  | 98,0 m  | 258,4 | 1092,7 |
| 1.      | 17–3 | Oppland I  | Thomas Aasen Markeng    | 105,0 m | 107,5 m | 297,9 | 1092,7 |
| 1.      | 17–4 | Oppland I  | Robert Johansson        | 104,0 m | 105,0 m | 268,0 | 1092,7 |
| 2.      | 16–1 | Akershus I | Pål-Håkon Bjørtomt      | 95,0 m  | 95,0 m  | 248,4 | 1034,2 |
| 2.      | 16–2 | Akershus I | Matias Braathen         | 96,0 m  | 97,5 m  | 255,4 | 1034,2 |
| 2.      | 16–3 | Akershus I | Halvor Egner Granerud   | 97,0 m  | 98,0 m  | 262,9 | 1034,2 |
| 2.      | 16–4 | Akershus I | Marius Lindvik          | 106,5 m | 102,5 m | 267,5 | 1034,2 |
| 3.      | 13–1 | Buskerud I | Anders Håre             | 100,0 m | 100,0 m | 270,4 | 981,2  |
| 3.      | 13–2 | Buskerud I | Sølve Jokerud Strand    | 88,0 m  | 87,5 m  | 219,4 | 981,2  |
| 3.      | 13–3 | Buskerud I | Joacim Ødegård Bjøreng  | 92,5 m  | 92,0 m  | 237,9 | 981,2  |
| 3.      | 13–4 | Buskerud I | Daniel-André Tande      | 106,5 m | 102,5 m | 253,5 | 981,2  |
| 4.      | 15–1 | Oslo       | Sondre Ringen           | 86,0 m  | 92,0 m  | 223,4 | 907,7  |
| 4.      | 15–2 | Oslo       | Sander Vossan Eriksen   | 94,0 m  | 95,0 m  | 246,4 | 907,7  |
| 4.      | 15–3 | Oslo       | Richard Haukedal        | 88,0 m  | 89,0 m  | 222,4 | 907,7  |
| 4.      | 15–4 | Oslo       | Oscar P. Westerheim     | 93,0 m  | 93,0 m  | 215,5 | 907,7  |
| 5.      | 8–1  | Troms      | Jonas-Sloth Sandell     | 99,0 m  | 100,5 m | 243,5 | 900,5  |
| 5.      | 8–2  | Troms      | Børge Hansen Utby       | 87,0 m  | 88,0 m  | 191,0 | 900,5  |
| 5.      | 8–3  | Troms      | Andreas Varsi Breivik   | 95,0 m  | 94,5 m  | 220,0 | 900,5  |
| 5.      | 8–4  | Troms      | Johann André Forfang    | 100,0 m | 98,5 m  | 246,0 | 900,5  |
| ...     |      |            |                         |         |         |       |        |